# Котомка

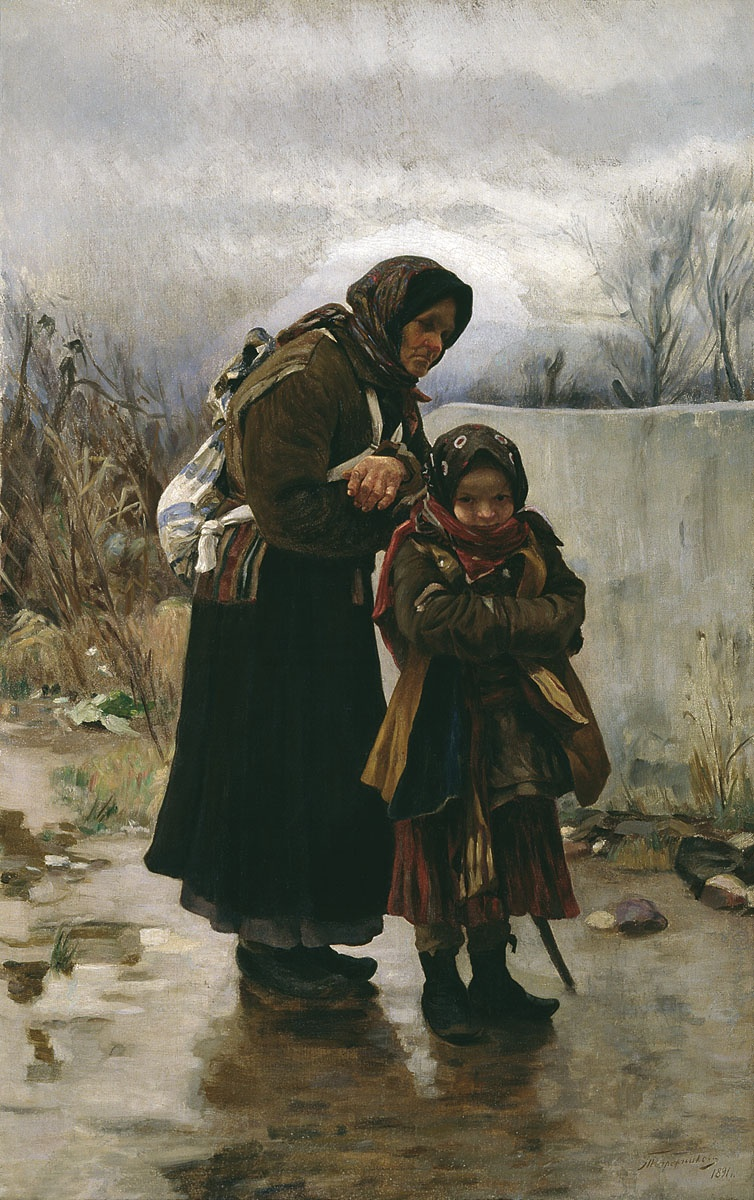
И. И. Творожников. За милостыней. 1884

Кото́мка (котома́) — дорожный заплечный мешок на лямках из грубой холщовой ткани, сукна, лыка, берёсты, шелюги, кожи или замши. 
В словаре Даля котома определяется как путевая сума, укладка, плетёнка. Людей, которые изготовляли котомки или носили их, называли котомщиками и котомщицами.
Вместе с посохом котомка является известным атрибутом странников, бродяг, нищих, богомольцев и других представителей «бродячей Руси» по выражению этнографа графа С. В. Максимова. Как и торба, являлся символом бедности и нищенства. Котомка широко используется в русских пословицах: «пойти по Руси с котомой», «пустить по белу свету с котомой», «не завидуйте тому, кто напялил котому», «ни хлеба в суме, ни гроша в котоме».